# Cristo crocifisso (Foppa)
Il Cristo crocifisso è un dipinto ad affresco riportato su tela di scuola foppesca, databile al 1470-1480 circa e collocato nella chiesa di Santa Maria del Carmine a Brescia, come pala d'altare della cappella Averoldi.

## Storia
La cappella viene costruita attorno alla metà del XV secolo, nell'ambito della fabbrica della nuova chiesa, assieme alle altre poste in sequenza sulla stessa navata. La presa di possesso da parte della potente famiglia bresciana Averoldi, comunque, è documentato solo a partire dal 1477 sulla base di un importante documento conservato nell'archivio della famiglia, nel quale sono registrati tutti i pagamenti, con relative date, per i vari lavori intrapresi nella cappella dal marzo al novembre di quell'anno. In particolare, vengono menzionati i pagamenti a Vincenzo Foppa, nel documento "maestro Vincenzo depentor", per l'acquisto dei pigmenti necessari all'esecuzione degli Evangelisti nella volta a crociera.
Non risulta, dai documenti dell'epoca e dalle guide storiche della città, che questo Cristo facesse effettivamente parte della decorazione originale della cappella, che all'altare possedeva già una propria pala con il Martirio del beato Simonino da Trento, dipinta a sua volta del Foppa e sequestrata, e in seguito dispersa, nel 1808. Molto probabilmente, l'affresco era stato eseguito in un'altra zona della chiesa o del convento attiguo e nel XIX secolo, alla perdita della pala originaria, venne staccato e qui riposizionato.

## Descrizione e stile
L'attribuzione alla mano di Vincenzo Foppa ha trovato pareri discordanti e controversi nella critica artistica ottocentesca e novecentesca, soprattutto a causa dalla scarsa leggibilità dovuta al cattivo stato di conservazione, tanto che si è arrivati a giudicarlo opera debole e tarda, né del Foppa, né della sua scuola. La critica del secondo Novecento, comunque, ha teso a rivalutare il dipinto, anche in virtù dei nuovi restauri che ne hanno migliorato le condizioni.
Si tratta di un'opera dall'intonazione monumentale, dove il Cristo è dotato di un'anatomia solida ma modellata in modo armonioso. Il perizoma, in particolare variazione di grigio, è in particolare un notevole esempio degli esiti plastici e luministici ottenuti dal Foppa in altre sue opere, oltre a essere di fatto identico a quello che avvolge i fianchi di san Sebastiano nel Martirio alla pinacoteca di Brera.
Pier Virgilio Begni Redona, nel 1991, nota inoltre una certa "sensibilità diffusa che rimane piuttosto estranea alla poetica degli svariati foppeschi operanti nell'ambiente bresciano. Non certamente indegno del Foppa è il pathos espresso dalla figura martire e agonizzante del Cristo, piena di composta nobiltà, immune da certi modi di goticizzante durezza molto prossima alla contrazione e all'urlo" tipica dei crocifissi dipinti e scolpiti a cavallo tra XV e XIV secolo.
Anche Edoardo Arslan, nel 1963, non ha messo in dubbio l'autografia del Foppa, giudicando molto bene il Cristo, benché guasto, e "toscano" nella sensibilità con la quale è stato tratteggiato.